# Eduardo Barão
Eduardo Barão (13 de junho de 1977) é um jornalista, radialista, escritor e palestrante brasileiro, com mais de 20 anos de experiência. Atualmente, é  correspondente internacional do Grupo Bandeirantes de Comunicação nos Estados Unidos. Durante 15 anos foi um dos principais âncoras do noticiário matutino da rádio BandNews FM, emissora líder em audiência em várias capitais, com milhões de ouvintes por minuto no rádio, aplicativos e internet.
Foi indicado 5 vezes como finalista na categoria Âncora de Rádio do Prêmio Comunique-se, premiação de maior credibilidade do país, que reúne votos de profissionais da impresa e também do público em geral.
Eduardo Barão também foi apontado com um dos 100 jornalistas mais influentes do Brasil pelo portal Jornalistas &Cia e foi indicado pelo Datafolha como um dos mil influenciadores políticos do país no Twitter, num mapeamento realizado em maio de 2019.
O jornalista também é âncora do noticiário vespertino do canal BandNews TV, onde apresenta o programa BandNews no Meio do Dia.

## Carreira
Eduardo Barão começou a trabalhar aos 14 anos no McDonald’s da Praça Panamericana, na zona Oeste de São Paulo.
Antes, com 13 anos e 1,80 m de altura, Barão jogou vôlei de forma amadora pelo Clube Atlético Paulistano onde conquistou títulos e chegou a integrar a seleção paulista infanto-juvenil. 
Sua paixão pelo rádio começou desde muito jovem, motivado pelo bisavô Manoel Postigo Barão e pela avó Dirce dos Santos Barão.
Aos 17 anos, se tornou locutor profissional pelo Senac – SP e iniciou a faculdade de jornalismo na Universidade Metodista de São Paulo. Ainda durante a faculdade, começou a trabalhar em jornais de bairro até que, em 1997, entrou na Jovem Pan, como rádio-escuta e logo passou a atuar como repórter, função na qual permaneceu até sua ida para a BandNews FM em 2005.
Barão integra a equipe da BandNews FM desde sua criação, em 2005, onde além de âncora, foi chefe de redação por 5 anos. Ajudou a implementar 8 novas afiliadas nas principais capitais brasileiras.  Também é coordenador da equipe de esportes desde 2011, participando das transmissões dos jogos de futebol e das principais transmissões esportivas da emissora, como os GP de Fórmula 1, Copas do Mundo, Olimpíadas e outros eventos.
Foi diretor da rádio Mitsubishi FM que recebeu o prêmio revelação da Associação Paulista de Críticos de Arte (APCA) em 2008.
Mantém no You Tube o canal “Barões do Rádio” em que entrevista grandes personalidades que fizeram e fazem a história no rádio do país.
O primeiro entrevistado para o projeto, lançado em fevereiro de 2019, foi o jornalista e amigo Ricardo Boechat (1952-2019), morto em um acidente de helicóptero em fevereiro de 2019. Barão e Boechat dividiram a bancada do noticiário da BandNews FM durante 13 anos e formaram uma das grandes duplas do rádio no país em toda a história.
Em dezembro de 2019, Barão e o colega Pablo Fernandez lançaram o livro 'Eu Sou Ricardo Boechat', pela editora Panda Books, contando 100 histórias da vida e carreira do ex-âncora da BandNews FM.

## Prêmios
- 2011 - Personalidade Destaque – Universidade Metodista de São Paulo,
- 2013 - Finalista Prêmio Comunique-se – Categoria âncora de rádio,
- 2014 - Finalista Prêmio Comunique-se – Categoria âncora de rádio,
- 2015 - Finalista Prêmio Comunique-se – Categoria âncora de rádio,
- 2016 - Finalista Prêmio Comunique-se – Categoria âncora de rádio,
- 2019 - Finalista Prêmio Comunique-se – Categoria âncora de rádio.